# برنارد جيني
برنارد جيني (بالفرنسية: Bernard Jenny)‏ هو كاتب مسرحي ومخرج فرنسي، ولد في 18 مارس 1931 في ستراسبورغ في فرنسا، وتوفي في 5 مارس 2011.